# Costo diretto
In base alla modalità di attribuzione i costi si suddividono tra diretti ed indiretti. I primi sono imputabili in maniera certa ed univoca ad un solo oggetto di costo (prodotto, commessa, reparto, stabilimento, ecc.). Si tratta di costi che hanno una relazione specifica con l'oggetto di costo considerato e quindi possono essere attribuiti unicamente ad esso nelle analisi dei costi. Sono per lo più guidati dal volume ma non corrispondono necessariamente ai costi variabili. Tra i costi diretti più ricorrenti ci sono quelli relativi ai materiali e alle ore di manodopera chiaramente attribuibili alla realizzazione di un prodotto. Il consumo di energia, per la parte strettamente legata alla produzione di un determinato codice, può essere considerato un costo diretto.